# Emil Kipa

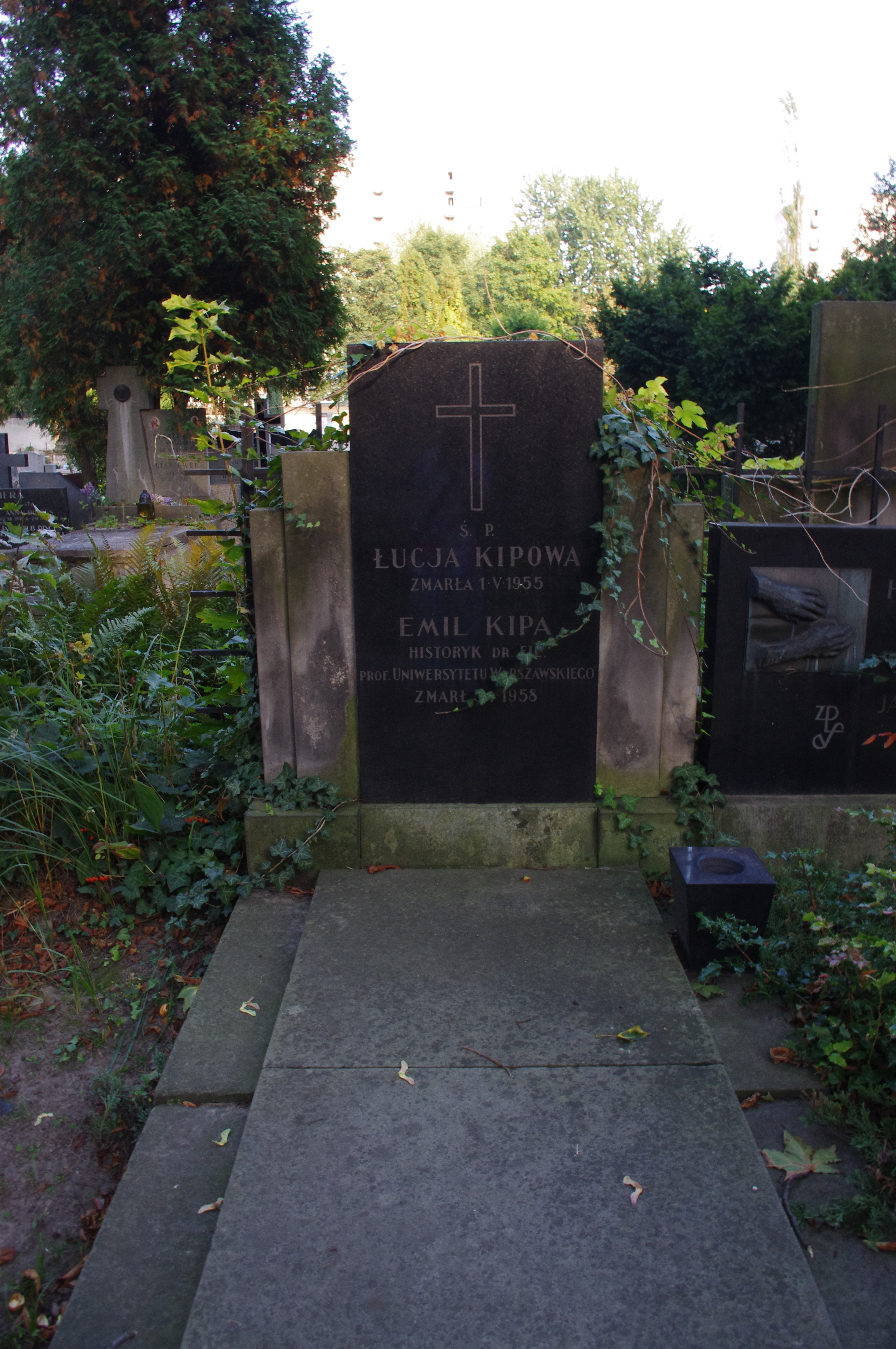
Grób historyka Emila Kipy na Cmentarzu ewangelicko-augsburskim w Warszawie

Emil Kipa (ur. 17 marca 1886 we Lwowie, zm. 5 stycznia 1958 w Warszawie) – polski historyk i urzędnik konsularny, kierownik wydziału zachodniego Sekcji Ogólnej Departamentu Spraw Zagranicznych Delegatury Rządu na Kraj.

## Życiorys
W drugim półroczu roku szkolnego 1903/1904 ukończył C. K. Gimnazjum Brzeżańskie, otrzymawszy świadectwo dojrzałości. Został absolwentem Uniwersytetu we Lwowie, gdzie uzyskał stopień doktora filozofii. Współredaktor Kuriera Lwowskiego (1914–1915). Uczestniczył w obronie Lwowa (1918). 
W 1919 wstąpił do polskiej służby zagranicznej, w której pełnił funkcję pracownika Wydziału Historyczno-Naukowego MSZ i konsula generalnego w Hamburgu (1931–1937). Radca Referatu Prasowego w Wydziale Prasowym MSZ. Prowadził wykłady z historii dyplomacji w Szkole Nauk Politycznych i Wyższej Szkole Handlowej, obie w Warszawie. Przedstawiciel warszawskiej szkoły historycznej, członek Komisji Historycznej Polskiej Akademii Umiejętności, Towarzystwa Historycznego we Lwowie Wolnomularz i Wielki Archiwista Wielkiej Loży Narodowej Polski.
Został pochowany na cmentarzu ewangelicko-augsburskim w Warszawie (aleja 29, grób 60).

## Prace własne
- Fryderyk Gentz a Polska 1794–1831, W. L. Anczyc Kraków 1911
- Ks. Hugo Kołłątaj, Macierz Polska Lwów 1912
- Misja dra Szokalskiego do Niemiec w 1848, Warszawa 1913
- W przededniu wojny 1809, Lwów 1914
- Berka Joselewicza projekt legionu żydowskiego dla Austrii 1796, 1914
- Zbiór odezw i rozp. z czasów okupacji Lwowa 1914–15, Lwów 1916
- Prawosławie w Galicji w 1914–15, Lwów 1916
- Stosunki dyplomatyczne austriacko-hiszpańskie 1808–1809, Lwów 1916
- Prawosławie w Galicyi w świetle prasy ruskiej we Lwowie z czasów inwazji 1914-1915 roku, H. Altenberg Lwów 1918
- Lwów, Bibljoteka Dzieł Wyborowych, Księg. św. Wojciecha Poznań 1919
- Pod Zamościem w roku 1809, Zamość/Warszawa 1919
- Wiek XIX i XX : wielka wojna, Lwów 1926
- Historja dyplomacji XIX w. : rok akademicki 1927/28, Stud. Bratnia Pomoc Szkoły Nauk Politycznych Warszawa 1928
- Études sur l'histoire de la franc-maçonnerie en Pologne = Z dziejów masonerji w Polsce, 1929
- Wspomnienia z przeszłości Radziszewskiego, Warszawa 1930
- Wspomnienia K. Wolickiego z poselstwa do Francji i Stambułu 1831, 1931
- Z pobytu Napoleona w Poznaniu w r. 1806, Tow. Miłośników Historji w Poznaniu 1938
- Kościuszko we Lwowie, 1939
- Jakub Jasiński w bitwie pod Mirem 11 VI 1792 : Mickiewicziana, Wrocław 1951
- Stan badań nad dziejami politycznymi drugiej połowy XVIII w., Warszawa 1951
- Austria a sprawa polska w r. 1809, Towarzystwo Naukowe Warszawskie 1952
- Studia i szkice historyczne, Zakład Narodowy im. Ossolińskich Wrocław 1959

## Ordery i odznaczenia
- Medal Niepodległości[6]
- Medal Dziesięciolecia Odzyskanej Niepodległości[6]
- Odznaką Honorową Czerwonego Krzyża I klasy – III Rzesza (1937)[7].